# Encaste Vega-Villar
Vega-Villar es un Encaste procedente de un cruce de reses de Casta Vistahermosa.
Por sus particularidades genéticas, registradas por el Ministerio del Interior de España, figura dentro del Libro Genealógico de la Raza Bovina de Lidia, dependiendo del Ministerio de Agricultura.
Su nombre se debe a la ganadería brava que estuvo en propiedad de José Vega, que en 1910 creó su vacada a partir de compras de reses de Veragua y Santa Coloma.

## Historia
El encaste Vega-Villar procede de la ganadería que José Vega formó en 1910, a través del cruce de una vacada de Veragua (Casta vazqueña) y un novillo de Santa Coloma (Casta Vistahermosa). Este semental llamado "Cuchareto" puro y berreño, negro zaino, fue de padrear longevo, pues también estuvo en los cercados de las vacas de Samuel Flores y del Marqués de Villagodio.
Este toro no fue el único semental con el que se formó la ganadería, ya que el fundador del encaste nuevamente compró más adelante a Santa Coloma, dos sementales ya cruzados con Saltillo. La ganadería se formó en las Quebradas de Valdealcaide, la finca que José Vega arrendó como laboratorio para su experimento.
En 1914 se traslada a otra finca en Zamora, tras ser adquirida la anterior por los hermanos Villar (Francisco y Victorino), la cual fue dividida a los comienzos de la década siguiente.
Victorino Villar le vende su parte a José Encinas, el cual la conserva hasta 1939, año en el que vende la ganadería a la familia Galache. 
De ahí proviene una de las ramas más conocidas del encaste, la línea Galache.
En 1945 la parte de Francisco Villar pasa a Arturo Sánchez Cobaleda, creando así la segunda rama del encaste, la línea Cobaleda. 
La viuda de José María Galache y sus tres hijos se quedaron con lo más selecto de Encinas. La otra parte propició la creación de una gran dinastía de ganaderos: los Sánchez Cobaleda. De ambas ramas compró Victorino Martín para formar su hierro de Monteviejo, en concreto a Arturo Cobaleda González, 83 vacas con el hierro  de Barcial y un eral como semental.

## Características

### Morfología
En su pelaje suelen predominar los berrendos, con frecuencia particular de los calceteros, coleteros, meanos y bragados. Por este motivo los toros de este encaste son popularmente denominados como "los patas blancas". 
Es un toro bajo de cruz, de astifina cornamenta, brevedad en su cuerpo, actitud humillada, con poco peso y manos cortas.

## Ganaderías relacionadas
En 2009 había 10 ganaderías de encaste Vega-Villar, que sumaban 743 vacas reproductoras y 38 sementales. Entre ellas se encuentran las siguientes:
- Monteviejo[13]
- Barcial (rama Cobaleda)[14][15][16][17]
- Francisco Galache (rama Galache)[18][19]
- ‌Caridad Cobaleda (rama Galache)[20]
- Los Majadales (rama Cobaleda)
- Justo Nieto (rama Galache)[21]
- Alipio Tabernero de Paz (rama Cobaleda)[22]
- Sánchez Cobaleda (rama Cobaleda)[23]
- Valrubio[24]
- Cañá Hermosa (rama Galache)[25]